# Château d'Édimbourg (Jamaïque)
Pour les articles homonymes, voir Château d'Édimbourg.
Le Château d'Édimbourg (Edinburgh Castle) est un manoir aujourd'hui en ruine construit vers 1770 dans la paroisse de Saint Ann en Jamaïque par le premier tueur en série de l'Histoire du pays, Lewis Hutchinson,.
Les ruines sont listées parmi les sites de l'Héritage national de Jamaïque (National Heritage Sites in Jamaica).

## Description
Le château se situe sur une petite colline surplombant la seule route reliant Saint Ann's Bay à la côte sud de l'île. Il est construit au début du XVIIIe siècle par un architecte écossais qui lui donna son nom en référence au monument de la capitale de l'Écosse.
Il s'agissait d'un petit édifice en pierre de deux étages à plan carré flanqué de deux tours circulaires.
Le domaine s'étend sur un sol karstique expliquant la présence de dolines.